# Українське національне відродження
Украї́нське націона́льне відродження або український націоналізм, українське народництво — соціальний та політичний рух започаткований на території Російської та Австро-Угорської імперій, що виступав за визнання факту існування, національно-культурне відродження й становлення української нації з власною мовою, історією та культурою, один з національних рухів Європи ХІХ ст.
Існує безліч різних теорій і оцінок сутності українського національного відродження, як політичного, соціального, національно-визвольного руху. Український національний рух зародився на території Російської імперії у колах козацької старшини, під впливом історичних процесів у Європі кінця XVIII ст. Великодержавна політика російського самодержавства призвела до піднесення українського національного руху в імперії в середині XIX ст. На початку XX ст. він остаточно перейшов у свою політичну стадію і характеризувався активною боротьбою українців за свої як культурні, так і політичні права. З виникненням українських партій, розв'язання національного питання в Росії пов'язується з розв'язанням політичних проблем: ліквідація самодержавства, встановлення парламентаризму, надання демократичних свобод.

## Історія
Серед дослідників відсутній єдиний погляд про час і місце виділення з українофільства як феномену політичного українського руху. Також дискусійним є питання про основні рушійні сили його формування.
У своєму досліджені «Українство в Росії: Новійші часи.» Володимир Дорошенко розділяє розвиток українського руху в Росії на три етапи. Перший, Полтавсько-Харківський, тривав з кінця XVIII ст. до 40-х років XIX ст. Саме тоді, у 1791, козацька старшина направила Василя Капніста до Німеччини шукати допомоги проти «російської тиранії», котра брутальною рукою скасувала українські вольності. Другий, Петербурзько-Київський, тривав в 40-х роках. В 70-х роках рух переноситься до Києва. Відтоді, на його думку, Київ стає столицею новітнього українського руху. Подібні стадії виділяв і М. С. Грушевський.

### Початок
Детальніше: Новгород-Сіверський патріотичний гурток та Малоросійське таємне товариство

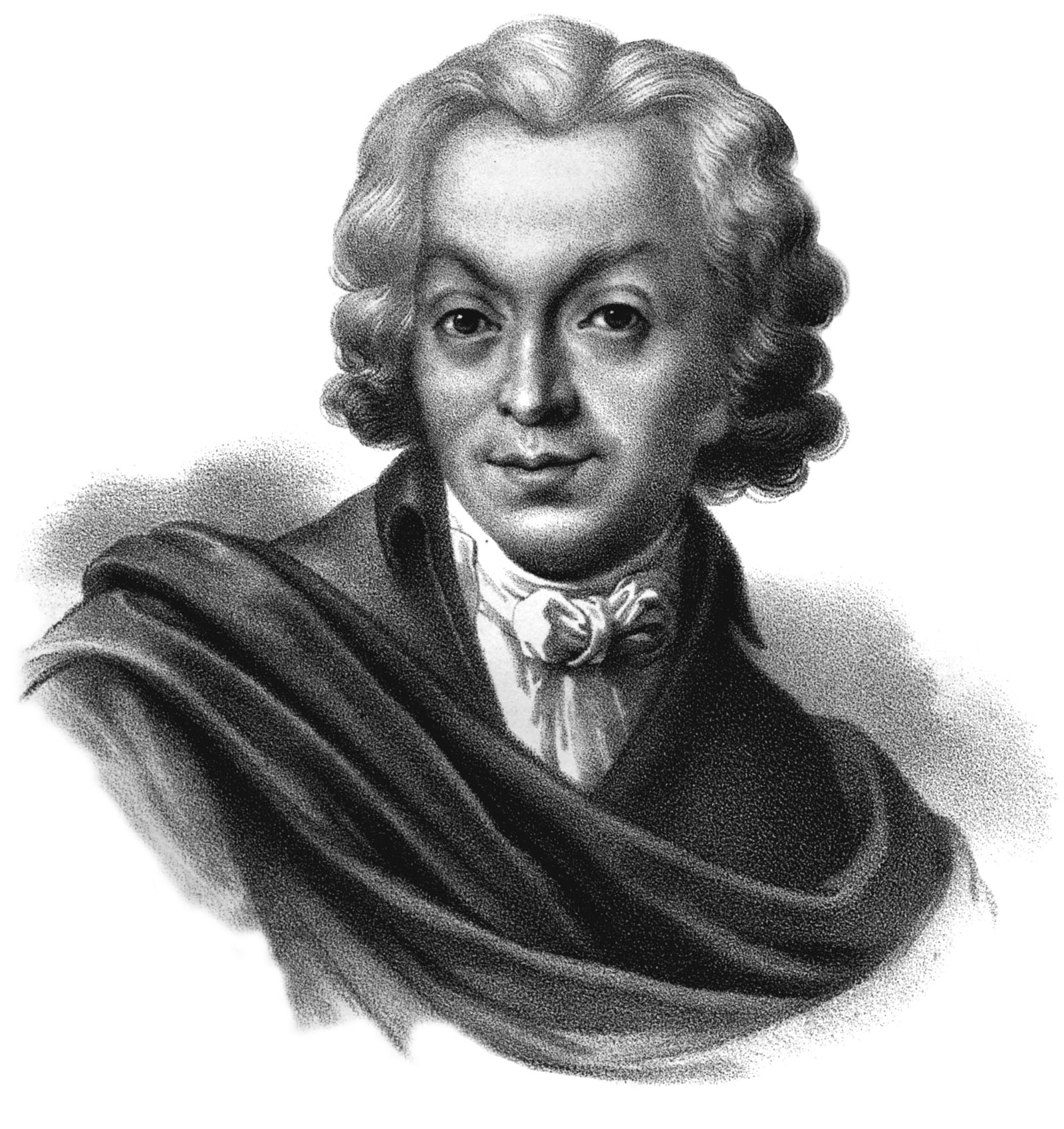
Василь Капніст

Відокремлення українців із християнського загалу Речі Посполитої відбувалося на ґрунті української етнічної ідентичності в ході: піднесення ролі міст як інтелектуальних центрів; пошуків релігійного порозуміння між православними і католицькими конфесіями; поширення протестантського руху і реформаційного вільнодумства в умовах утисків як на Заході, так і на Сході Європи; розвитку православних церковних братств і відповідної шкільної освіти; загострення боротьби православної церкви з католицькою; боротьби козацтва за своє самоутвердження та виникнення союзу козацтва з православною церквою. Могутній поштовх процесам самоідентифікації українських вищих прошарків суспільства з українською людністю, з українською територією та з українськими релігійними цінностями був даний національною революцією 1648–76. Однак, після прийняття Гетьманщиною протекції московського царя ці процеси поступово почали згасати. Козацька еліта віддавала перевагу не стільки політичній чи етнорелігійній ідентичності, скільки становій, добиваючись зрівняння себе в правах з російським дворянством.
Поштовхом до відродження української національної ідентичності стали загальноєвропейські історичні зміни 18-го ст. Вони збудили в української еліти потребу знайти свою «українську правду». І хоча цей пошук спочатку підпорядковувався передусім становим інтересам української козацької старшини, однак створення українською елітою власного історичного міфу (найвиразніше представленого в анонімній «Історії Русів») та консолідація навколо ідей республіканізму дали їй можливість вийти за межі корпоративних інтересів і закласти наріжні камені в процес формування модерної української нації.
У квітні 1791 року Василь Капніст разом зі своїм братом Петром за дорученням українських патріотичних кіл (Новгород-Сіверського патріотичного гуртка) перебував у Берліні. Він вів переговори з представниками пруських урядових кіл, про можливість надання допомоги українському національно-визвольному рухові у випадку відкритого збройного виступу проти російського самодержавства.
1821 року Василь Лукашевич заснував Малоросійське таємне товариство, що ставило собі за мету створення української самостійної держави.. Осередки товариства існували в Києві, Полтаві, Чернігові та інших містах. Малоросійське таємне товариство мало тісні зв'язки з Товариством Об'єднаних Слов'ян і польськими патріотичними організаціями, зокрема товариством Темпляри. В 1826 членів Малоросійського товариства заарештовано.

### У Російській імперії

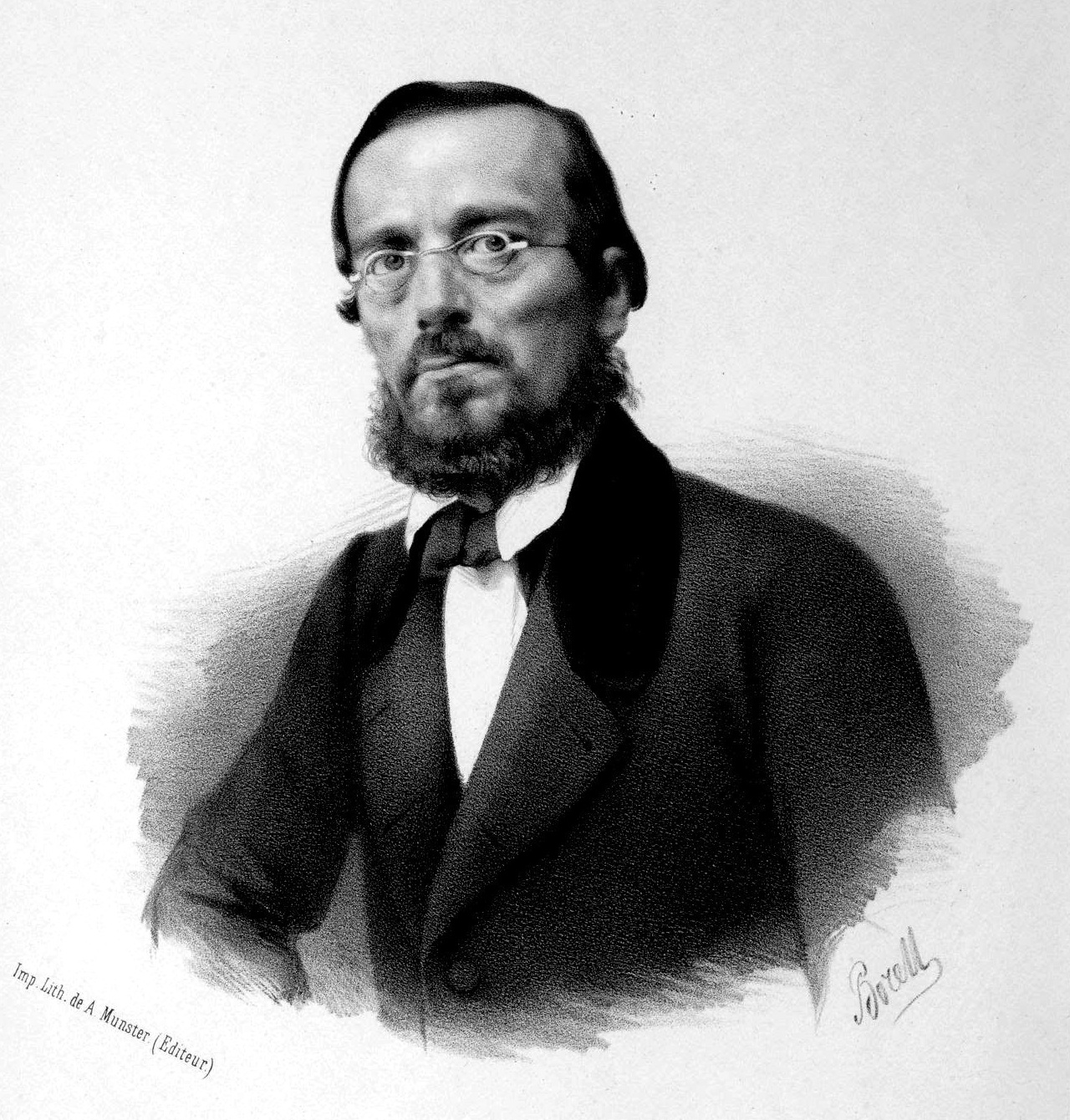
Микола Костомаров

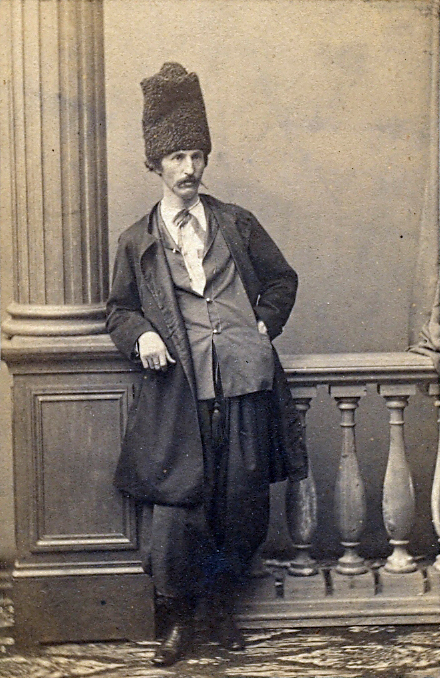
Пантелеймон Куліш, 1861 р.

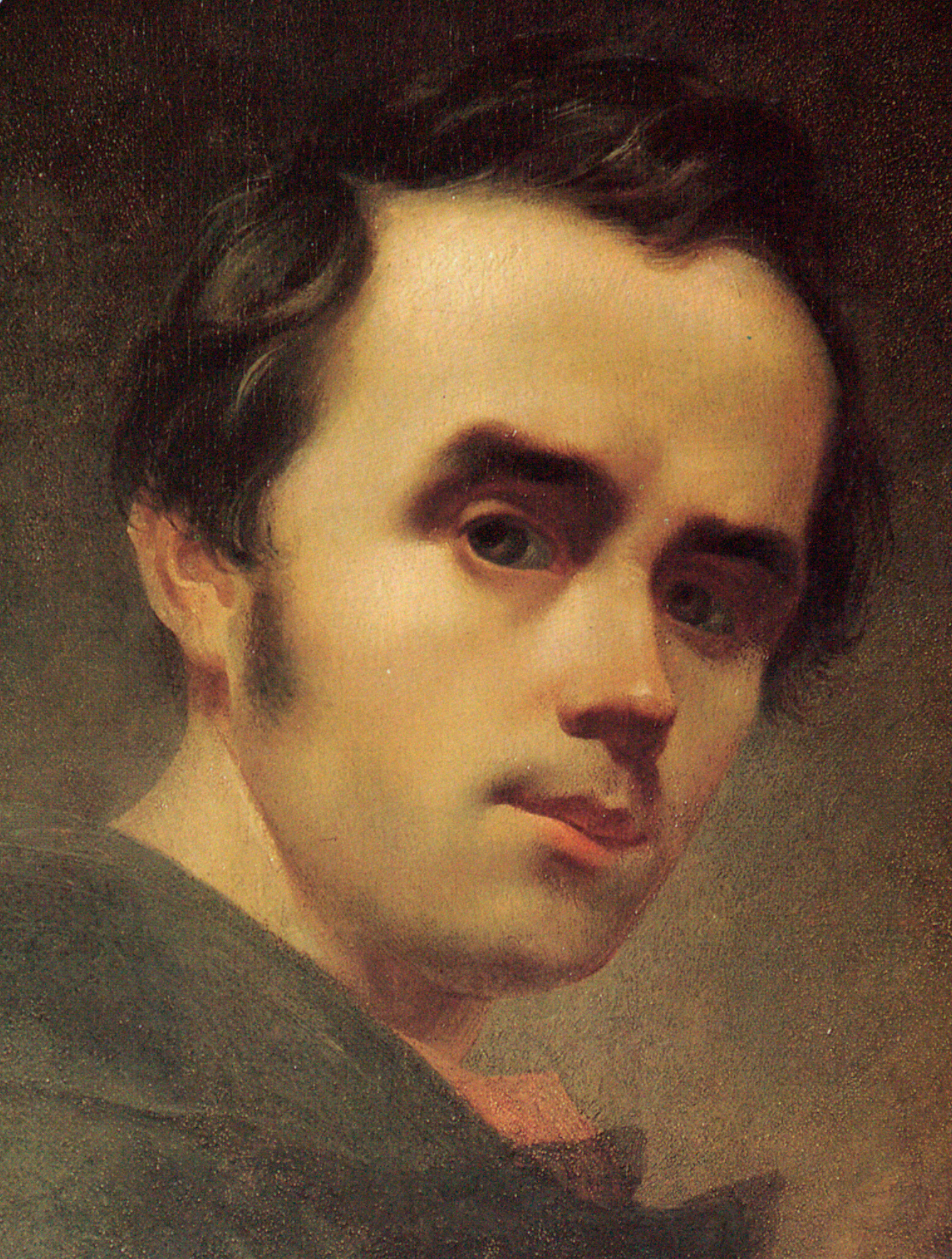
Тарас Шевченко

У січні 1846 року в Києві створено таємну політичну організацію — Кирило-Мефодіївське товариство. Ініціаторами виступили: Василь Білозерський, Микола Гулак, Микола Костомаров, Пантелеймон Куліш, Опанас Маркевич, з квітня 1846 року до товариства вступив Тарас Шевченко.
Програмні положення товариства були викладені у «Книзі буття українського народу» і «Статуті Слов'янського братства св. Кирила і Мефодія», основним автором яких був Микола Костомаров, та у «Записці», написаній Василем Білозерським. В основу документів лягли ідеї українського національного відродження і панславізму. Кирило-Мефодіївське товариство було одним з проявів піднесення національного руху на українських землях та активізації загальнослов'янського руху під впливом визвольних ідей періоду назрівання загальноєвропейської революційної кризи — «Весни народів»
Кирило-Мефодіївське товариство ставило собі за мету побудову майбутнього суспільства на засадах християнської моралі, зрівняння у правах всіх слов'янських народів щодо їх національної мови, культури та освіти; створення демократичної федерації слов'янських народів, знищення царизму і скасування кріпосного права і станів; встановлення демократичних прав і свобод для громадян.
Після поразки у Кримській війні царський уряд пом'якшив внутрішню політику, проголошено амністію і членам Кирило-Мефодіївського товариства. Центром українського життя став Петербург, де зібралось багато членів товариства. 1859 року в Петербурзі створено першу українську громаду — культурно-освітню організацію, що ставила собі за мету поширення національної ідеї шляхом просвітницької діяльності. Через два роки аналогічна громада виникла у Києві.

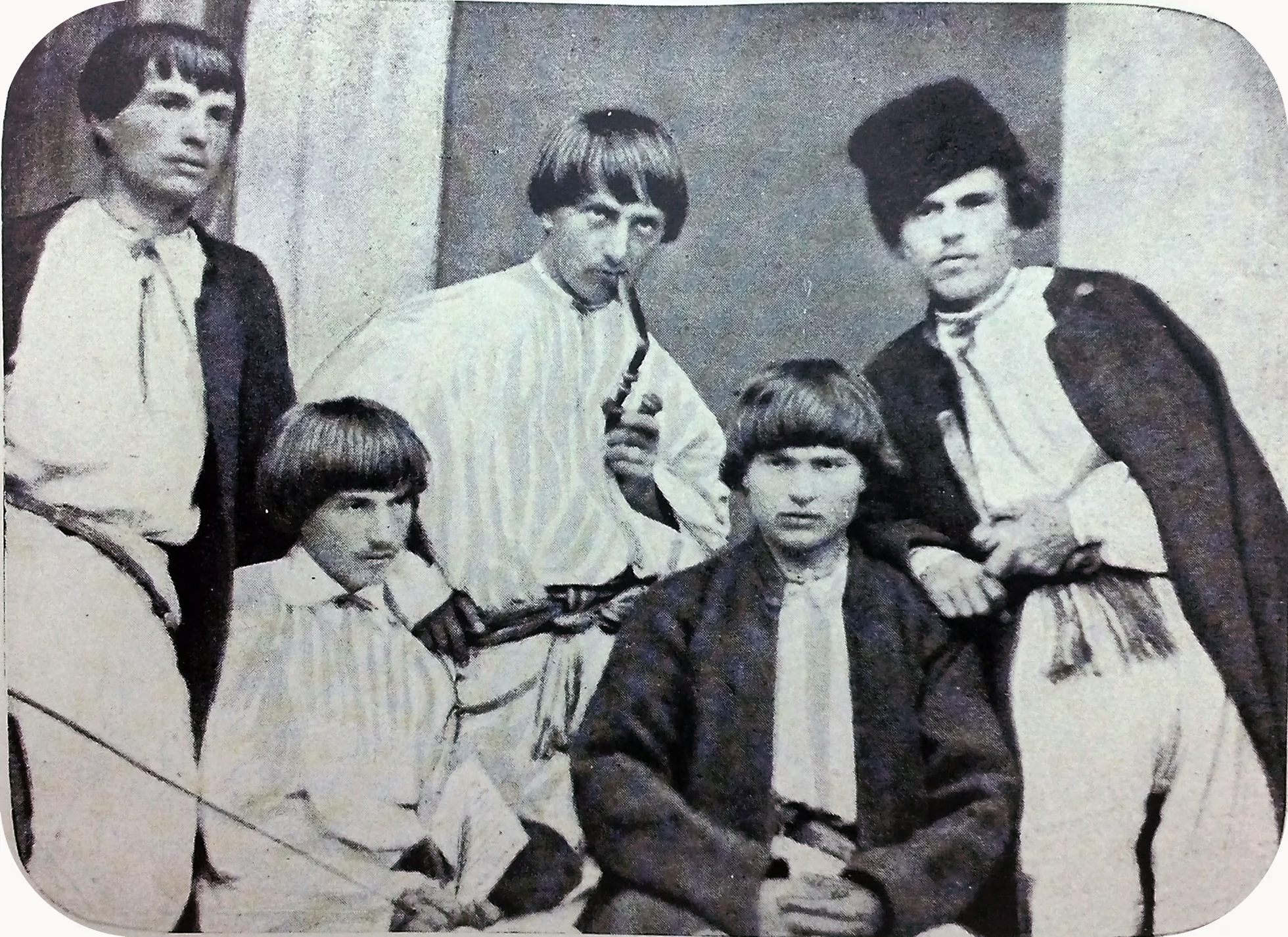
Хлопомани. Стоять зліва-направо: Онуфрій Хойновський, Вікентій Василевський, Владислав Винарський. Сидять зліва-направо: Тадей Рильський, Володимир Антонович. Орієнтовно 1859-61 рр.

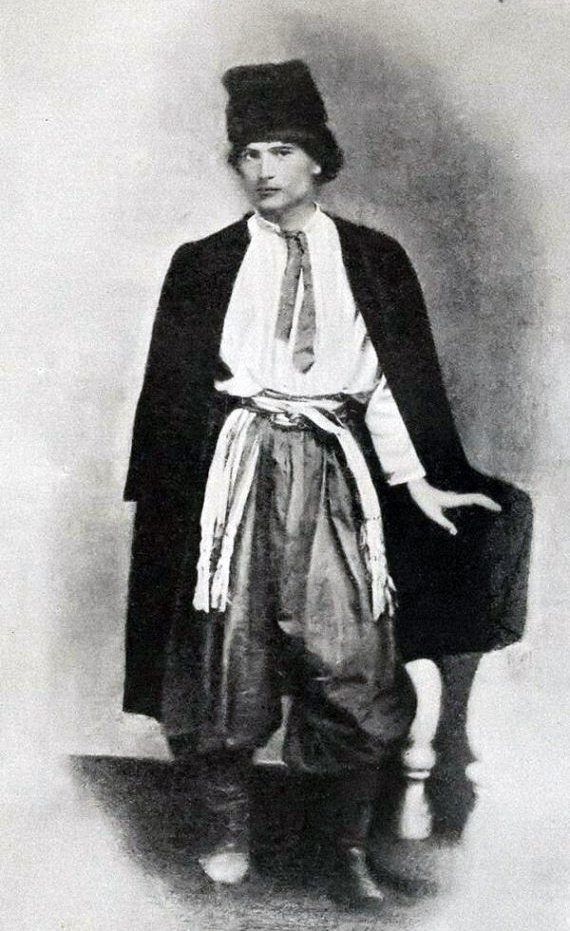
Володимир Антонович у селянському вбранні, 1860 р.

Також наприкінці 1850-х років на правобережжі Наддніпрянської України виникає народницько-культурна течія інтелігенції — хлопоманство. Цей рух під впливом ідей Заходу проявився спочатку серед освіченої молоді, зокрема студентів Київського університету, які належали до польських або давно сполонізованих українських шляхетських родів, але внаслідок народницького світогляду почали відмовлятися від соціальної й культурної солідарності зі своїм станом і намагалися зблизитися з місцевим українським селянством. Усвідомивши, що варто служити тому народові, серед якого живеш, вони переходили в православ'я, відмовлялися від підтримки польського національного руху, та виходили з польських студентських організацій, натомість засновуючи українську громаду. Вони почали говорити й писати українською, брати участь у селянських святах, вдягалися у народний одяг, вживали селянську їжу, вели селянський спосіб життя, родичалися і навіть одружувалися з селянками. Таким чином вони підкреслювали, що на відміну від російської держави визнають існування українського народу.
Хлопоманство знайшло також відгук серед молоді Лівобережної України, зокрема у Полтаві, Чернігові, перекинулося до Харкова, Одеси та інших міст. Серед основоположників хлопоманства були: В. Антонович (ідеолог та неофіційний лідер руху), Т. Рильський, Б. Познанський, К. Михальчук, П. Житецький, П. Чубинський. Відповідаючи на докори з польського боку в зраді й ренегатстві, Антонович закликав повернутися до народності, колись покинутої предками, й активно працювати для неї, аби спокутувати гріхи своїх батьків перед народом. Хлопомани відкидали співпрацю з російськими революціонерами та відмовлялися від радикальних методів боротьби, проголошуючи єдиною своєю метою турботи про народну освіту. Також вони спростовували російські звинувачення у сепаратизмі, оскільки не ставили питання про відокремлення України від Росії, вважаючи, що для непідготовленого й переважно неосвіченого народу ця проблема не була актуальною. Вони не визнали польських претензій на українські землі та оголосили діяльність польських повстанців в Україні безглуздою. Підкреслення аполітичності випливало з переконання, що насамперед варто піднести освіту й культуру українського народу. Тому хлопомани діяли легально, щоб не наразитися на закиди у революційній діяльності.
Через свої погляди хлопомани викликали підозру як у поляків, так і у росіян. Патріотично налаштовані поляки вважали хлопоманів зрадниками «польської справи» та помстилися їм, надавши інформацію про них російській владі. Росіяни також ставилися до хлопоманів з підозрою та вважали, що ті в такий спосіб намагаються прив'язати український народ до поляків, підбурюють його незадоволення російською владою, використовують незнання ним російської літературної мови.
З 1859 хлопомани працювали у Київській громаді; допомагали організовувати недільні школи, співпрацювали з редакцією «Основи». Під час літніх вакацій організовували пізнавальні мандрівки Україною. Після польського повстання 1863—64 припинили свою діяльність, згодом перенісши її без організаційного оформлення до Київської громади. Хлопомани внесли великий вклад у формування української ідентичності, розпочавши дослідження історії, культури народу, та у формування художньої української літератури на основі народної мови. Своєю діяльністю вони заклали чіткі світоглядні орієнтири щодо формування української нації.

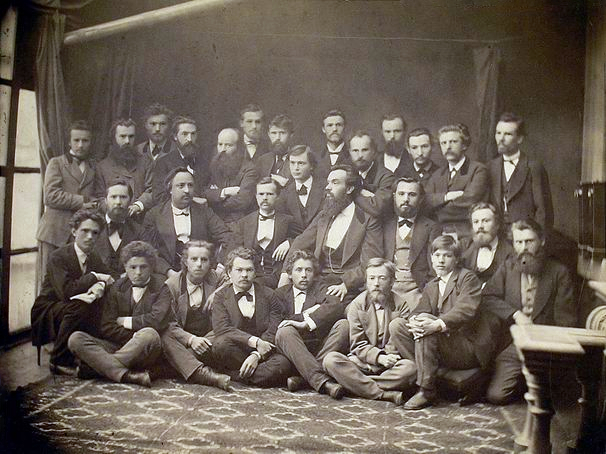
Київська «стара» громада разом зі студентською, 1874 р. Зліва направо: перший ряд: невідомо, Комарецький, невідомий представник студентської громади, Олександр Русів (скарбник), Іродіон Житецький, Волянський, Трохим Біленький, Михайло Левченко;
другий ряд: Микола Лисенко, Павло Чубинський, Іван Нечуй-Левицький, Михайло Старицький, Орест Левицький (делегат студентів при старій громаді), Діаконенко;
третій ряд: Фаворський, Михайло Драгоманів, Петро Косач (?), Білоусів, Микола Ковалевський, Пащенко, Хведір Вовк, Володимир Антонович, Микола Вербицький, Вільям Беренштам, невідомо, невідомо, Павло Житецький, невідомо.

На початку 70-х років, під впливом зростаючих революційних настроїв в Росії та усвідомлення неможливості подолання українського руху через його підтримку в Австрії, царський тиск почав слабшати. Український рух знову відновлюється і на його чолі стає київська громада, до складу якої входили Володимир Антонович, Павло Житецький, Микола Лисенко, Михайло Старицький, Павло Чубинський, Володимир Страшкевич, Олександр Русов та інші. Особливого впливу набули ідеї Михайла Драгоманова, який проповідував соціалізм і стверджував, що українська нація повинна повернутися «в сім'ю культурних європейських народів, в яку вона входила до кінця XVII століття»
Проте бурхливий розвиток українського життя призвів до нових звинувачень українців у сепаратизмі. Російською владою українство в цей період розглядалося як течія «безпідставна, штучна, зрадницька». Його небезпека полягала в його націленості «на руйнування єдності російської нації і держави, на те, щоб „відібрати“ тим самим частину національної території разом з Києвом — „матір'ю міст руських“». Наслідком стало підписання в 1876 році сумнозвісного Емського указу — розпорядження російського імператора Олександра II, спрямоване на витіснення української мови з культурної сфери і обмеження її побутовим вжитком.
На початку 1880-х у Петербурзі студенти-українці створили гурт «українських соціалістів-федералістів» (1883—1888 рр.). У своїй політичній програмі вони виступали проти русифікації України та за повну національну автономію України.
Наприкінці 1880-х український рух отримав нову підтримку у вигляді молодих публіцистів Трохима Зіньківського та Бориса Грінченка. Вони категорично виступили проти формального українофільства, вимагаючи від української інтелігенції рішучих та послідовних дій. В 1893 році вони опублікували програму діяльності «свідомих українців», де висловилися за єдність української нації, розвиток української мови та необхідність боронити права української нації.

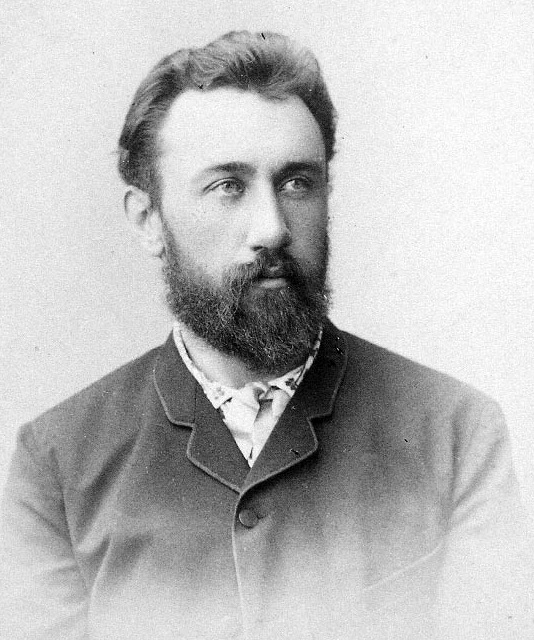
Борис Грінченко

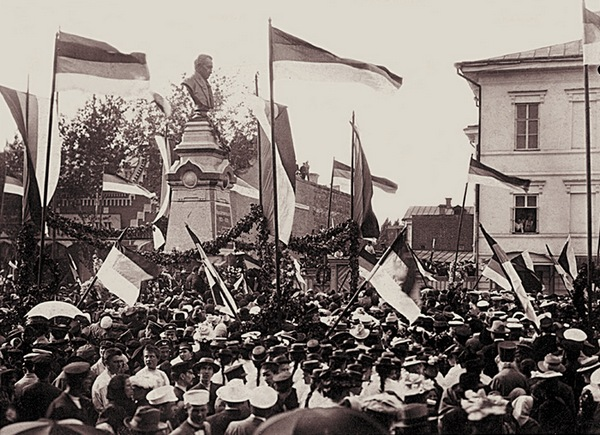
Урочисте відкриття пам'ятника Іванові Котлярвському у Полтаві 30 серпня (12 вересня) 1903 р.

Першою українською політичною організацією, що стояла на засадах самостійності України, було «Братство тарасівців» (1891—1898) — таємна організація, утворена в Полтаві. Його заснував невеликий гурт українських студентів — Віталій Боровик, Борис Грінченко, Іван Липа, Микола Міхновський, Володимир Шемет. Свої погляди тарасівці виклали в політичній декларації «Вірую молодих українців». Крім культурної діяльності (поширення української мови в родині, установах, школах, навчання дітей української грамоти, доповідей, культивування ідей Шевченка), тарасівці висунули такі політичні постулати: визволення української нації з-під російської окупації, вимога повної державно-політичної незалежності України, переконання, що справедливе розв'язання соціального питання можливе тільки за умови досягнення державної суверенності.
У 1900 році в Харкові виникла перша в Наддніпров'ї політична партія — Революційна українська партія (РУП). Постання РУП було завершенням попередніх спроб створення політичних організацій, таких як «Братство Тарасівців», соціал-демократичний гурток І. Стешенка й Лесі Українки, які поривали з тогочасним українським аполітичним культурництвом й українофільством та започатковували політичну діяльність.
В 1902 році утворюється Українська народна партія на чолі з Миколою Міхновським, а в 1905 році — Українська соціал-демократична спілка на чолі з Меленевським. В 1905 році основна частина РУП на чолі з М. Поршем, В. Винниченком, С. Петлюрою утворили Українську соціал-демократичну робітничу партію. В 1904 році утворюється Українська демократична партія — партія демократично-ліберального спрямування на чолі з Є. Чикаленком. Восени 1904 року окремі члени УДП поклали початок Українській радикальній партії (УРП), на чолі з Б. Грінченком і С. Єфремовим. Восени 1905 р. обидві партії об'єдналися в Українську радикально-демократичну партію (УРДП)..
Під час революції 1905 року Український національний рух ще не мав достатнього впливу, аби самостійно йти на вибори. Проте лідери українських партій ввійшли у виборчі списки найбільших російських опозиційних партій. Таким чином в першій Державній думі була створена Українська Парламентська Громада, що складалася з 45 послів зі всіх 102 вибраних від України. Її головою був обраний адвокат і громадський діяч з Чернігова Ілля Шраг. Політичною платформою цієї парламентської групи була боротьба за автономію України.

### У Австро-Угорській імперії

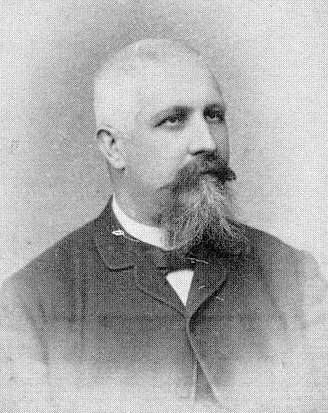
Юліан Романчук

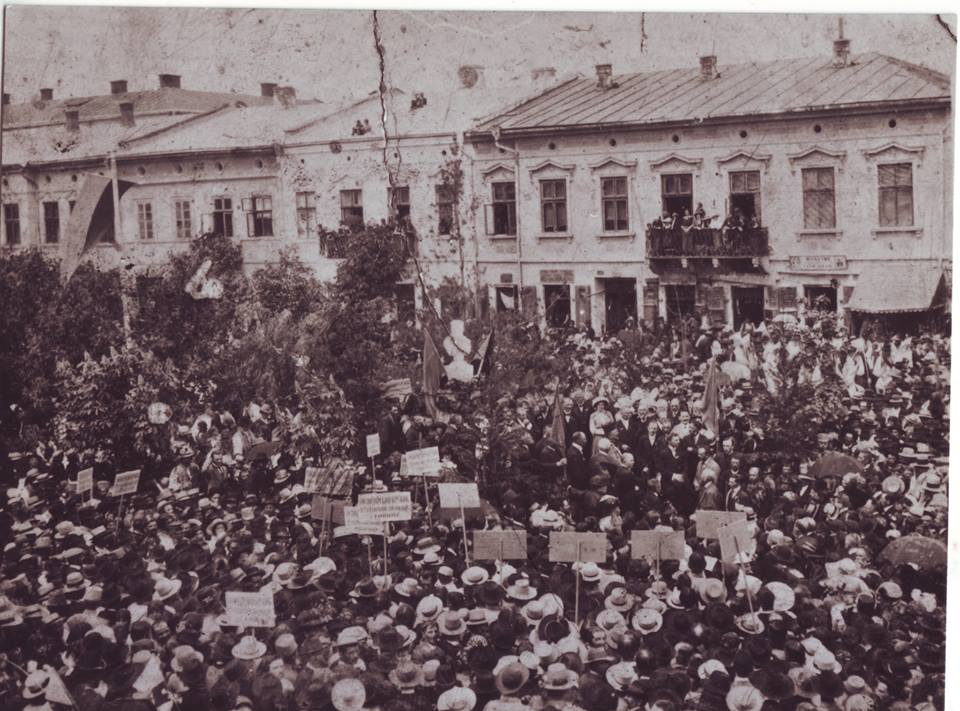
Урочисте відкриття пам'ятника Тарасові Шевченку, 28 травня 1914 р. на площі Тараса Шевченка Коломиї

Протягом першої половини XIX ст. на західноукраїнських землях розгортався український національний рух. Умови, в яких відбувалося українське націєтворення на західноукраїнських землях, були набагато складнішими, ніж на Наддніпрянщині, де зростанню національної свідомості сприяла пам'ять про Гетьманську державу.
Революція 1848 року дала представникам освіченого західноукраїнського суспільства, поштовх і нагоду до формального самовизначення своєї нації як окремої та до заснування національних установ. 19 квітня 1848 р. група представників греко-католицького духовенства від імені всіх українців Галичини звернулася до імператора з петицією, у якій, зокрема, зазначалося, що українці-автохтони в Галичині мали колись державну самостійність, що вони цінують свою націю і хочуть її зберегти.
2 травня 1848 р. у Львові засновано Головну Руську Раду — першу українську політичну організацію, що виступала у ролі представника інтересів українців Галичини. 15 травня 1848 року накладом 4000 примірників вийшло перше число газети «Зоря Галицка» — першого національного часопису українською народною мовою в Україні. У першому числі газети надруковано відозву до українського народу, у якій проголошено єдність з усім українським народом, а також висловлена вимога по розвитку української мови.
У 90-х роках XIX ст. національний рух на західноукраїнських землях вступив у політичну стадію розвитку. Російський історик Олег Неменський називає 25 листопада 1890 року датою його «першої публічної презентації». В цей день у Галицькому сеймі депутати Юліан Романчук (представник «Руського клубу», в який входило 16 депутатів сейму) і Анатоль Вахнянин заявили з трибуни сейму, що «православно-уніатське населення Галицької Русі, яке називає себе русинами, насправді не має нічого спільного з російським народом», а є українцями. Неменський називає цю подію початком «Нової ери» в політичному житті Галичини. У 1895 році в сеймі вже була представлена не русинська делегація, а українська.
В цей час національна ідея виходить за межі інтелігентського середовища і проникає в широкі маси, що створює умови для формування політичного руху з національним забарвленням. Першою такою партією стала заснована 1890 р. Русько-українська радикальна партія (РУРП) на чолі з Іваном Франком та М. Павликом. У своїй діяльності вони прагнули поєднати соціалізм з захистом національних інтересів українців Галичини, при цьому висуваючи постулат політичної самостійності України. Пізніше були утворені і інші партії: Українська національно-демократична партія — УНДП (1899 p.), що стала найвпливовіша посеред українських партій, Українська соціал-демократична партія — УСДП (1899 р.) і Католицький русько-народний союз (1896 р.), перетворений у 1911 р. на Християнсько-суспільну партію.

## Історіографія

### Перші спроби аналізу

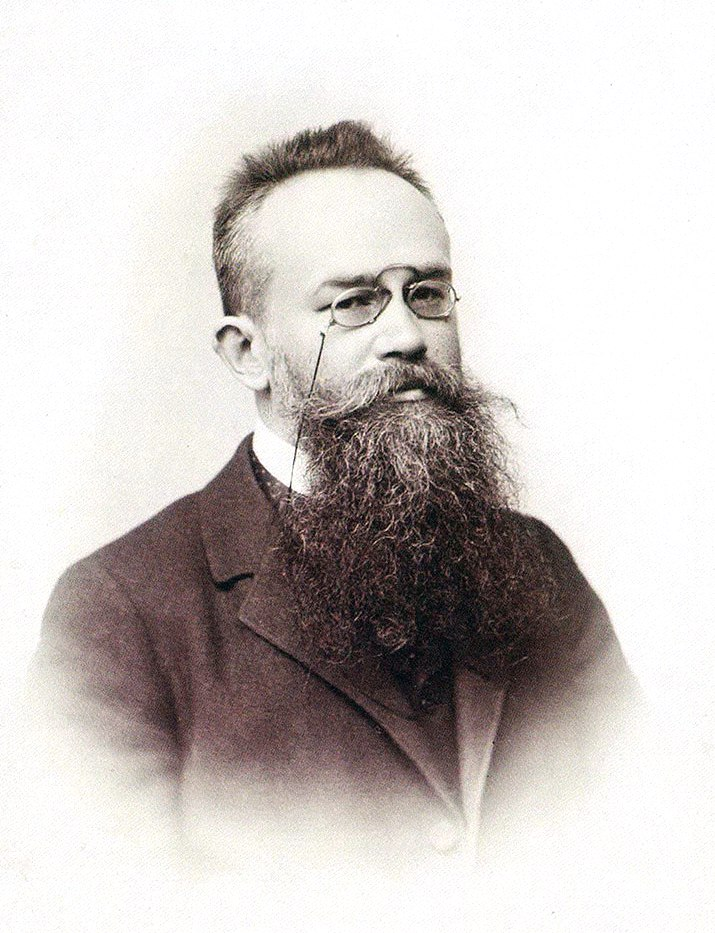
Михайло Грушевський

Перші спроби аналізу українського національного руху як соціально-політичного феномену в науковому середовищі відомі з початку XX століття.
У 1906 році історик Михайло Грушевський у Санкт-Петербурзі опублікував окремим виданням роботу «Украинство въ Россіи, его запросы и нужды», яка була одним з розділів його праці «Нарис історії українського народу», в якій українство характеризувалося як історична необхідність зрівнювання в правах українського народу з російським. У 1912 році Грушевський опублікував у московському літературному журналі, який тільки що відкрився, «Украинская жизнь» статтю з назвою «Украина и украинство», в якій виступив з жорсткою критикою тих представників «українства», які визнають нездатність «українського племені» до державного життя.
У 1917 році бібліограф та громадський діяч Володимир Дорошенко у Відні видав роботу «Українство в Росії. Новійші часи», в якій виклав свій погляд на передісторію формування українства і зробив висновок, що свідоме українство сформувалося в Росії в кінці 1890-их років.
Після Революції і Громадянської війни, утворення УРСР і встановлення радянської влади на більшій території України, а також перебуванням Західної України в склад Польщі, Чехословаччини і Румунії, наукове вивчення феномена українського національного руху в СРСР і країнах Східної Європи практично не здійснювалося.
У середовищі еміграції відбувалася деяка наукова дискусія між представниками української та російської політичної еміграції, яка складалася переважно з критики українського руху загальноросійськими емігрантськими істориками. Однак масштаби наукової дискусії і вивчення феномена українства в цей період в цілому були невеликі, і надалі перемістилися переважно в публіцистичне середовище.

### Сучасний стан
В 1996 році український історик Ярослав Грицак опублікував працю «Нарис історії України. Формування модерної української нації XIX—XX ст..», присвяченій процесу утворення української нації та обставинам, в яких це відбувалось.
Тему досліджує Надтока Олександр Михайлович у кандидатській дисертації «Внесок російської демократичної інтелігенції в українське національне відродження (кін. XVIII — поч. XX ст.)" (2001) та працях
- Російська демократична інтелігенція та українське національне відродження (кін. XVIII — поч. XX ст.). — К., 2002.
- Українська національна еліта XIX ст.: М. П. Драгоманов // Схід. — 1996. — № 2. — С.34-39.

## Критика
У 1904 році галицький москвофіл Осип Мончаловський в роботі «Головні основи російської народності» одним з перших висловив свій погляд на явище українства, згідно з яким: «українствувати означає: відмовлятися від свого минулого, соромитися приналежності до російського народу».
У 1912 році російський чиновник Сергій Щеголев у Києві видав об'ємну роботу «Український рух як сучасний етап южноруського сепаратизму», а в 1914 році роботу: «Сучасне українство. Його походження, ріст і завдання», де український національний рух розглянуто як сепаратистський політичний рух.
Російський націоналіст та богослов Дмитро Скринченко в 1916 році називав українство «регресивним рухом», а російський релігійний філософ Микола Лоський називав український рух — провінціалізмом.
Доктор політичних наук Сергій Малахов характеризує українство на всіх етапах його розвитку як сецесійність — ідеологію етнічно мотивованого сепаратизму.
Російський націоналіст та українофоб Василь Шульгін в брошурі «Украинствующие и мы», виданій у 1939 році в Белграді, виступив з різкою критикою українства, яке назвав «сектантством» і політичною помилкою.

## Пам'ять
- Колишній Комсомольський парк у Тернополі має назву Парк Національного відродження[24]
- У Києві є вулиця Українського відродження.[25]
- Бульвар Пушкіна в Кременчуці отримав назву Бульвар Українського Відродження.[26]